# Jaworze Dolne
Jaworze Dolne est une localité polonaise de la gmina de Pilzno, située dans le powiat de Dębica en voïvodie des Basses-Carpates.